# TVB經典台電視劇集列表 (2019年)
本列表列出2019年由香港TVB經典台重播的節目。

## 重播節目
我愛牙擦蘇、花木蘭、無頭東宮、大頭綠衣鬥殭屍、殭屍福星、骑呢大状、鐵咀銀牙、七姊妹、包青天、封神榜、婚姻物語、笑看風雲、随时候命、馬場大亨、新鮮人、戀愛自由式、阿Sir早晨、青出於藍、撻出愛火花、師奶兵團、男親女愛、公私三文治、我爱玫瑰园、餐餐有宋家、同居三人組、難兄難弟、難兄難弟之神探李奇、戇夫成龍、阿旺新傳、洗冤錄、情牵百子柜、親恩情未了、談情說案、魚躍在花見、天涯俠醫、鉴证实录、鉴证实录II、壹號皇庭、壹號皇庭II、壹號皇庭III、壹號皇庭IV、俠客行、連城訣、書劍恩仇錄、倚天屠龍記